# オリファント (葉巻)
オリファント(英語：DE OLIFANT)とは、オランダ及びインドネシアで生産されている葉巻の銘柄である。

## 概要
1832年創業。数多くあるオランダ産の葉巻としては最高ランクとして認識されている。インドネシア共和国の最高級スマトラ葉、キューバ葉とブラジル葉のブレンド品として、純キューバ産とは違った爽やかな味わいとされる。ブランド名にある通り、鼻を上げた象のマーキングが特徴。日本国内の知名度は高いとは言えないが、オランダの植民地であったインドネシアに存在したオランダ東インド会社時代から生産されている老舗ブランドであり、西洋圏においては非常にポピュラーなブランドで、世界的なシェアを獲得している。豪華な木箱入りの数本セットで販売している事が多く、外観と本数からドライシガーと思われる事があり、事実カット済みで機械巻きのシガリロタイプの物も多くあるが、基本は加湿保存が必要なプレミアムシガー扱いである。

## 種類
プレミアム物は少ないが、各味わいを揃えた幅広いラインナップが存在する。

## その他
- 箱にはオランダ東インド会社のエンブレムロゴが記されている。
- 21世紀現在も18世紀に建てられた創業時のビルと生産設備を使用している。
- アイボリーゴールド付属のシガーカッターはゾーリンゲン製のシングルブレードのギロチンカッターである。